# Homeland (série télévisée)
Pour les articles homonymes, voir Homeland.
Homeland est une série télévisée américaine en 96 épisodes d'environ 50 minutes créée par Howard Gordon et Alex Gansa, d'après la série télévisée israélienne Hatufim (en hébreu : « Enlevés »), créée par Gideon Raff. Elle est diffusée simultanément depuis le 3 octobre 2011 sur Showtime aux États-Unis et sur Super Channel au Canada, et se termine en février 2020 par une huitième et dernière saison.
En France et en Suisse la série est diffusée depuis le lundi 8 octobre 2012 sur Canal+, dès le samedi 21 septembre 2013 sur Canal+ Séries, à partir du lundi 23 septembre 2013 sur D8 et depuis le lundi 14 avril 2014 sur D17 ; en Suisse, à partir du lundi 27 août 2012 sur RTS Un ; au Québec à partir du 11 septembre 2012 sur Télé-Québec ; en Belgique et au Luxembourg, depuis le 6 décembre 2012 sur BeTV, et depuis le lundi 26 août 2013 sur RTL TVI.

## Synopsis
Après une confidence de l'un de ses informateurs, Carrie Mathison, agent de la Central Intelligence Agency (CIA) souffrant secrètement d'un trouble bipolaire, est la seule persuadée que Nicholas Brody — marine américain libéré lors d'une opération commando en 2011 au terme de huit ans de détention par Al-Qaïda — est radicalisé et représente un risque pour la sécurité nationale américaine. Sa persévérance pour suivre le comportement du soldat, qui vire à l'obsession maladive, va l'amener à déterminer si le traumatisme de Brody est réel, ou s'il participe à une conspiration visant les États-Unis.

## Distribution

### Acteurs principaux

Photos des acteurs principaux
Claire Danes dans le rôle de Carrie Mathison.
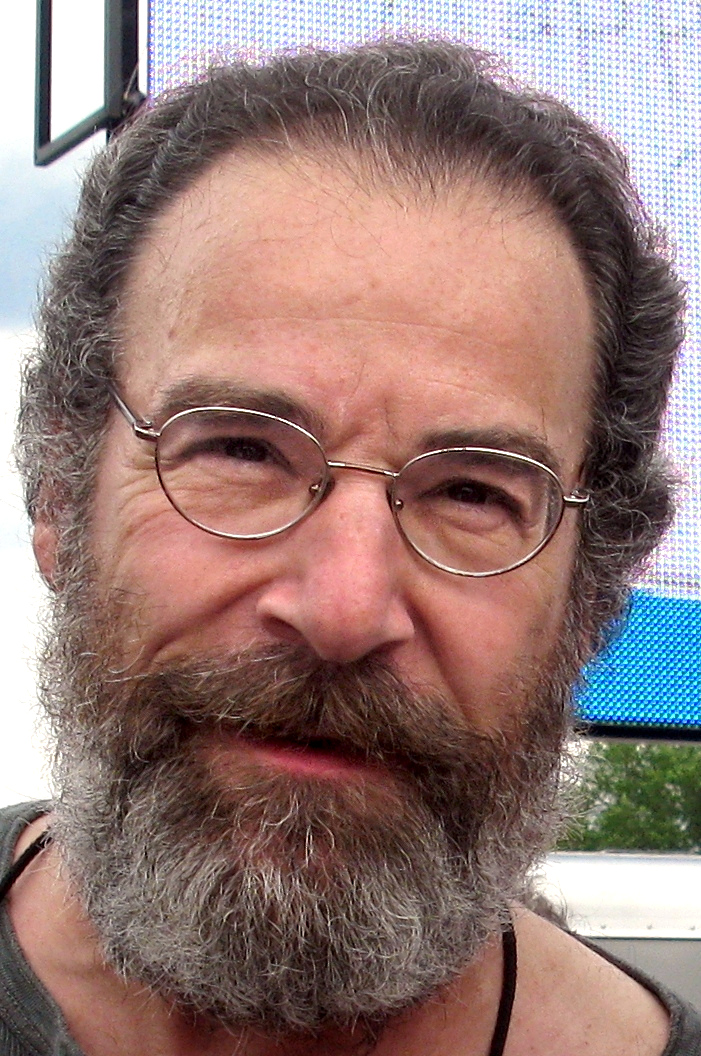
Mandy Patinkin dans le rôle de Saul Berenson.
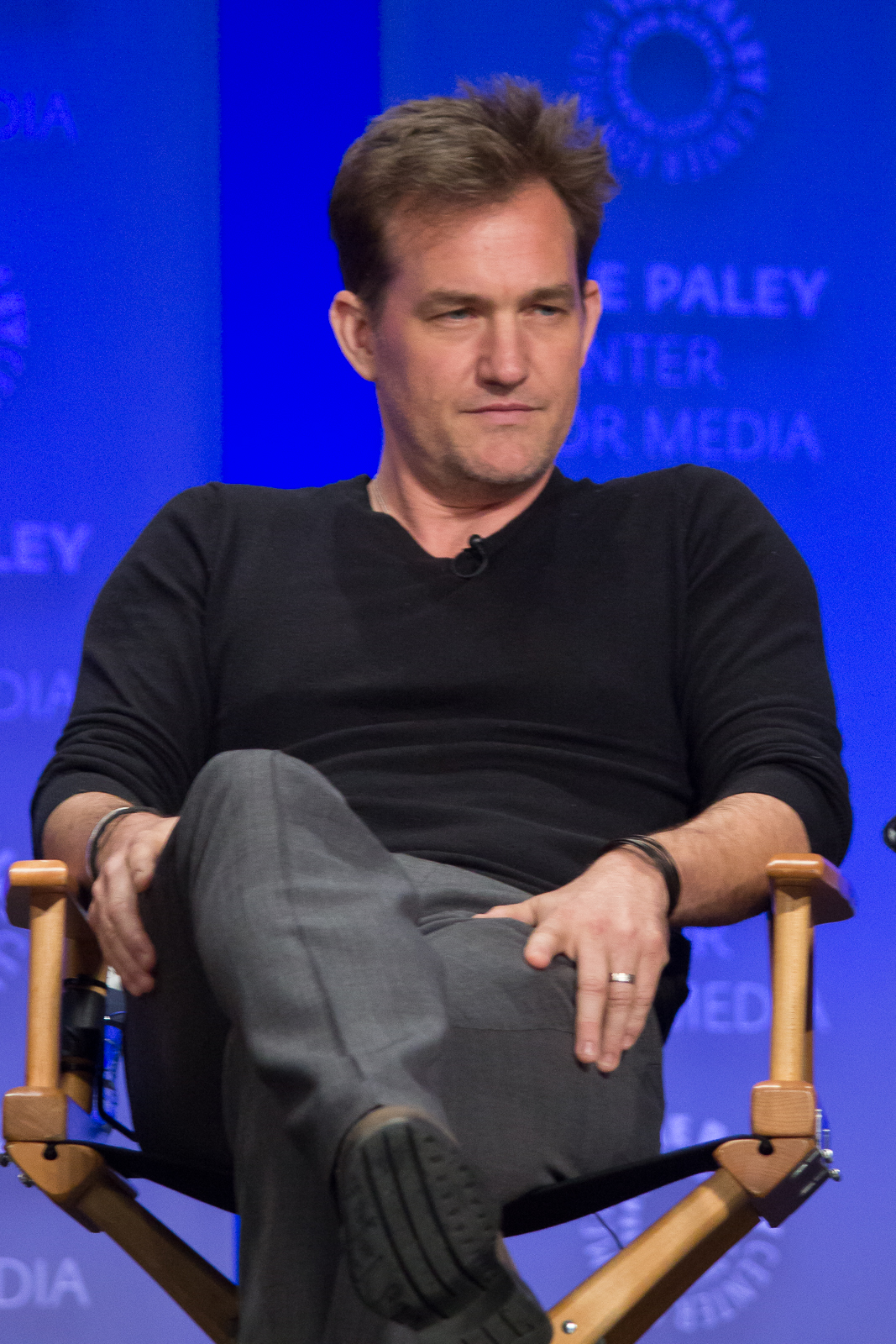
Maury Sterling dans le rôle de Max Pietrowski.
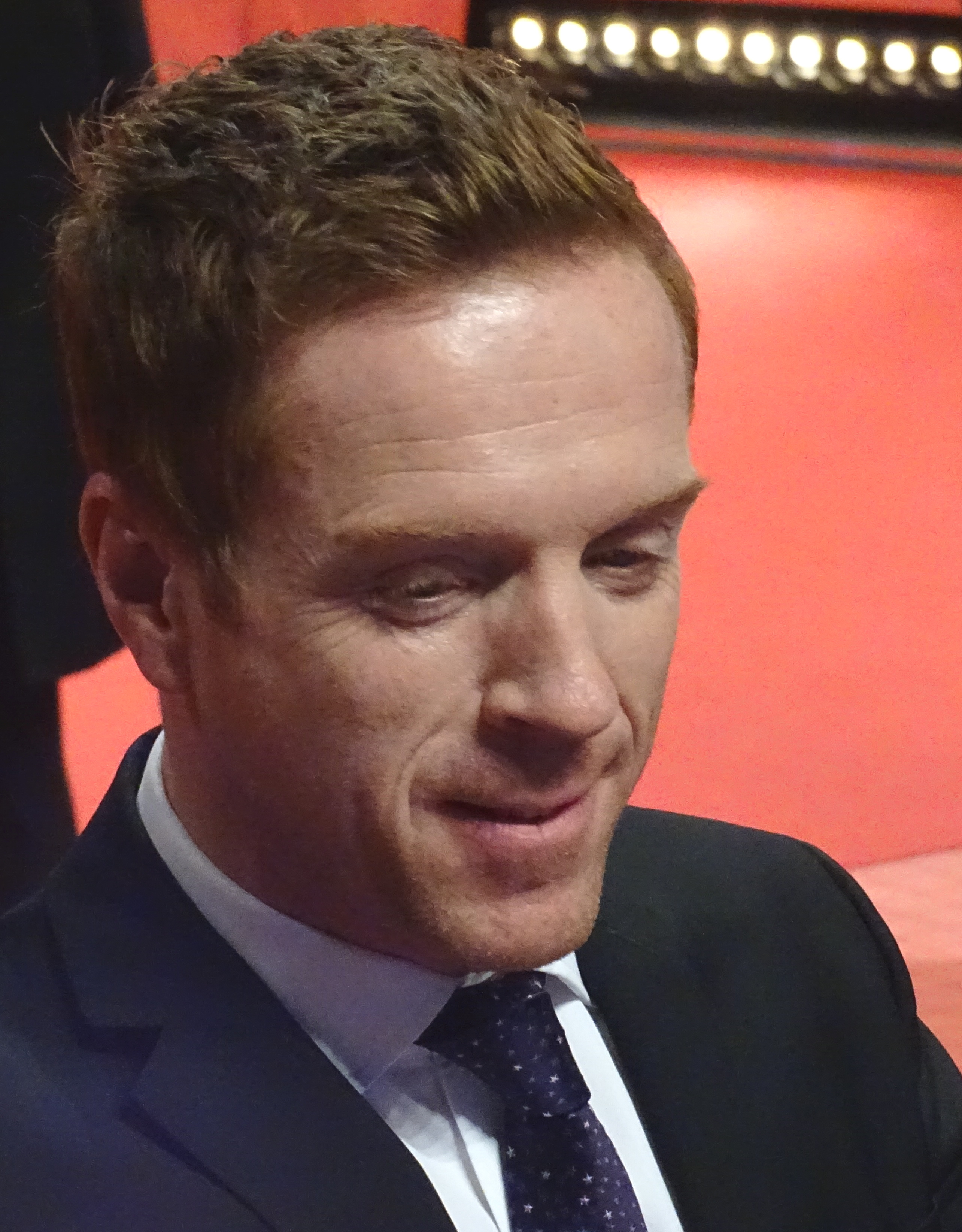
Damian Lewis dans le rôle de Nicholas Brody.
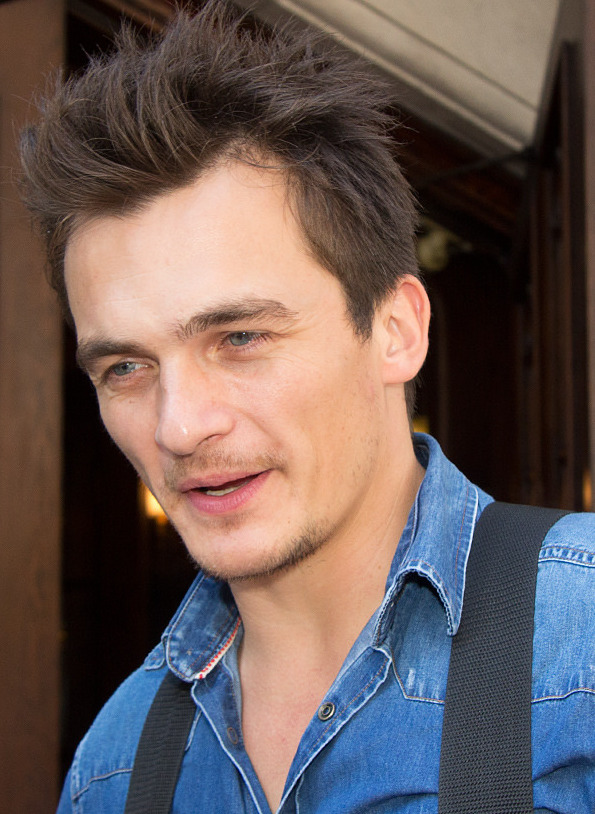
Rupert Friend dans le rôle de Peter Quinn.
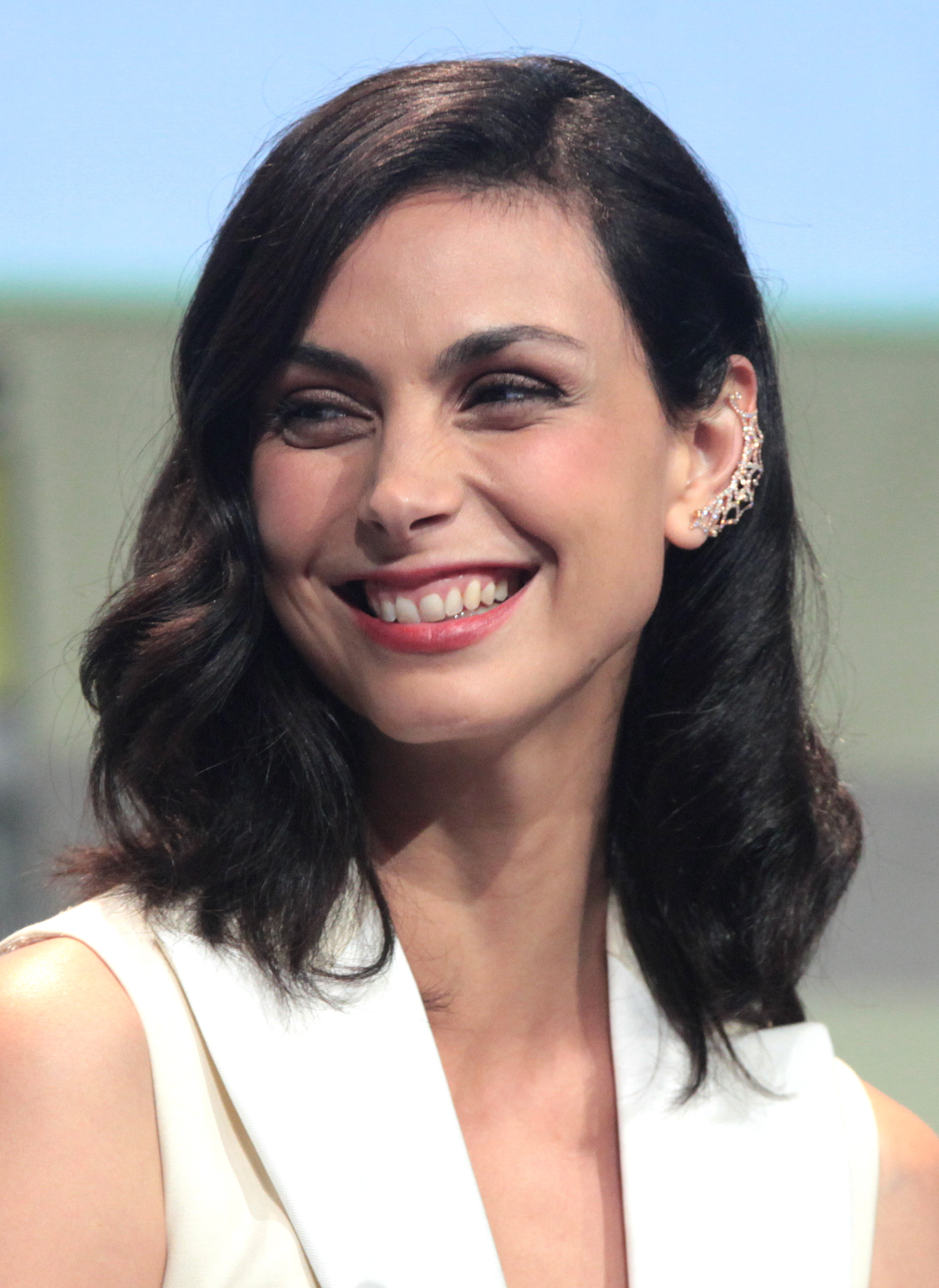
Morena Baccarin dans le rôle de Jessica Brody.
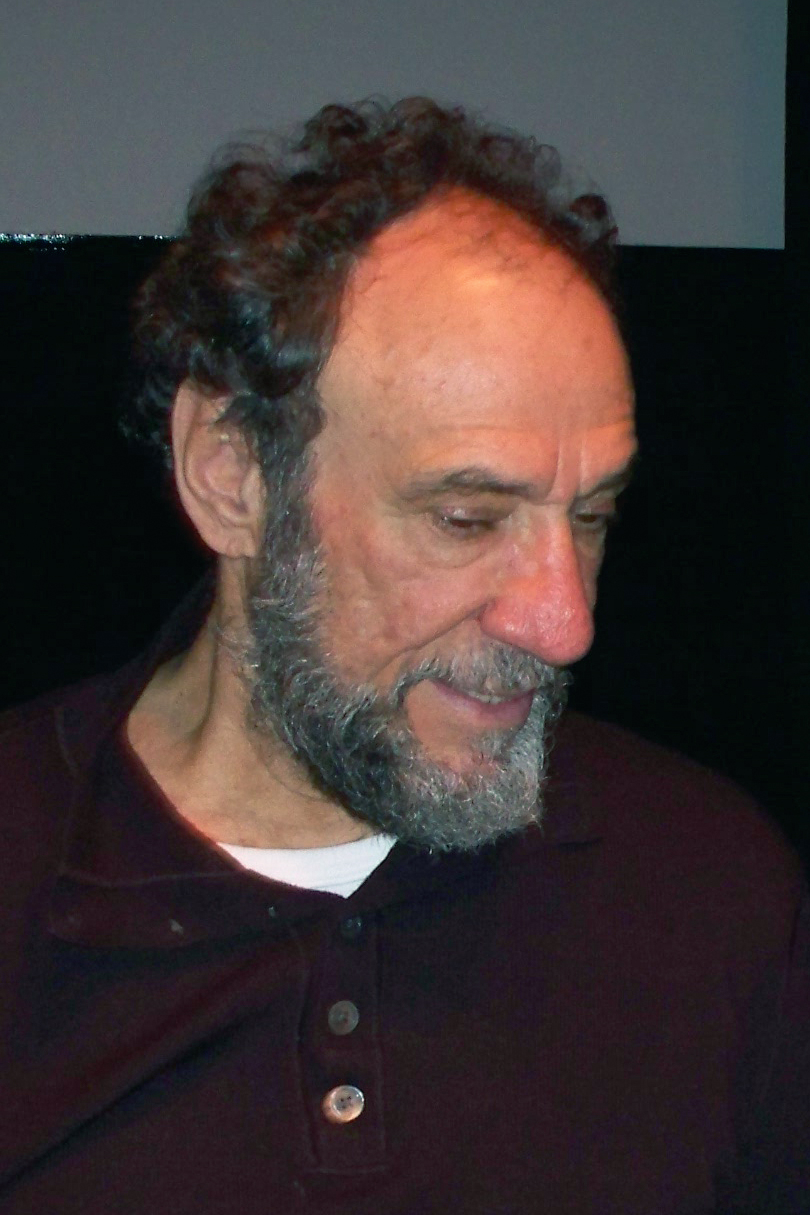
F. Murray Abraham dans le rôle de Dar Adal.
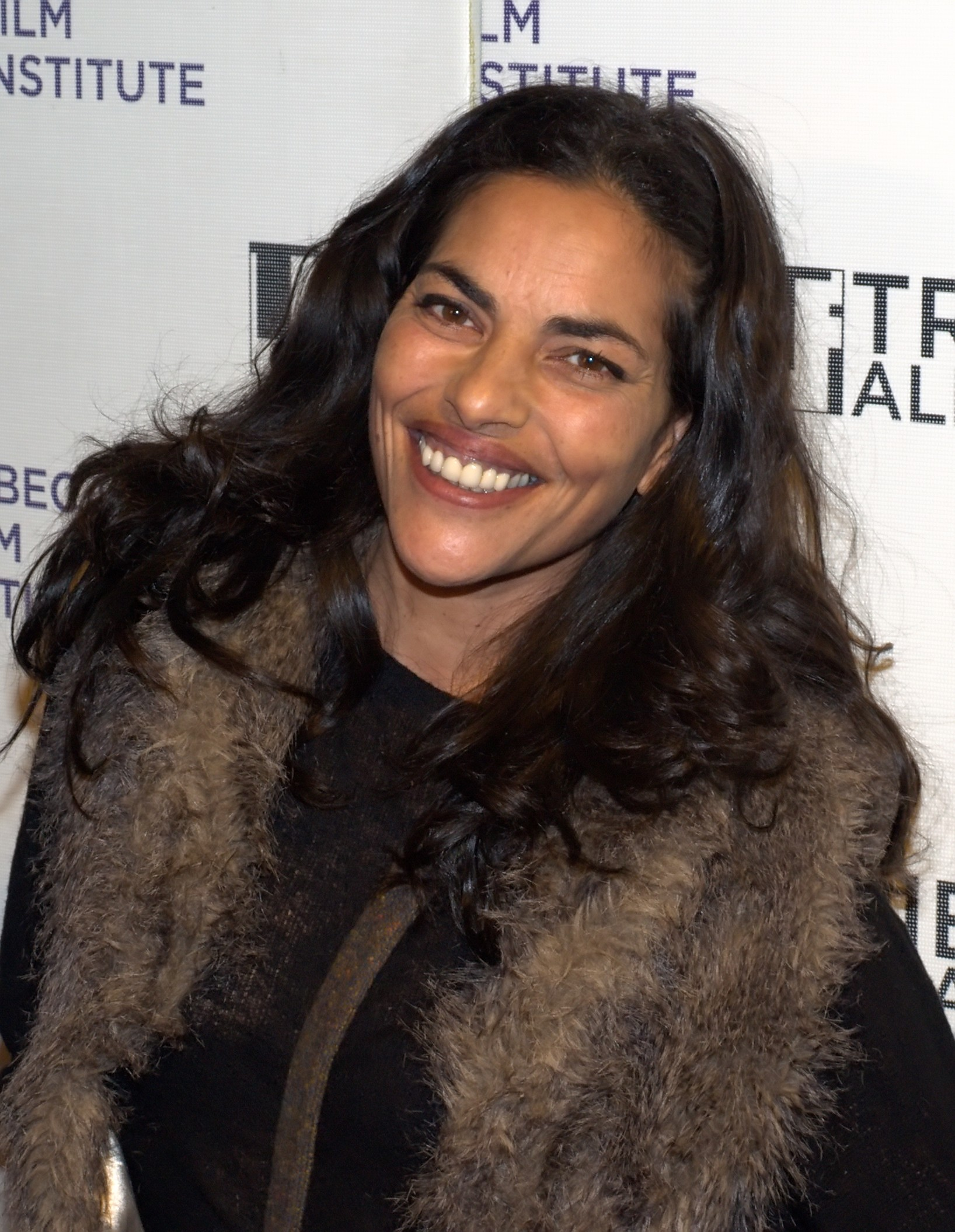
Sarita Choudhury dans le rôle de Mira Berenson.
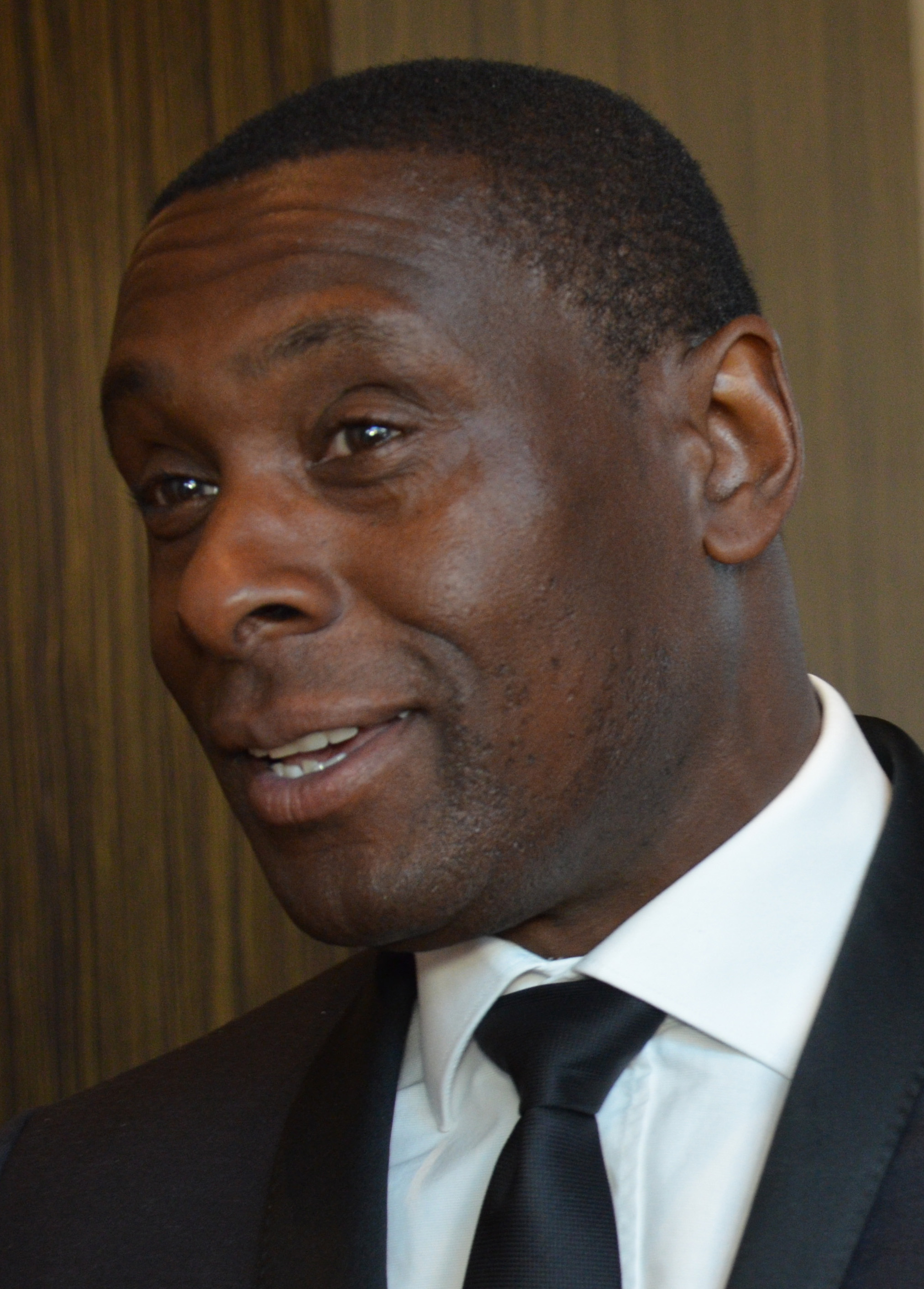
David Harewood dans le rôle de David Estes.
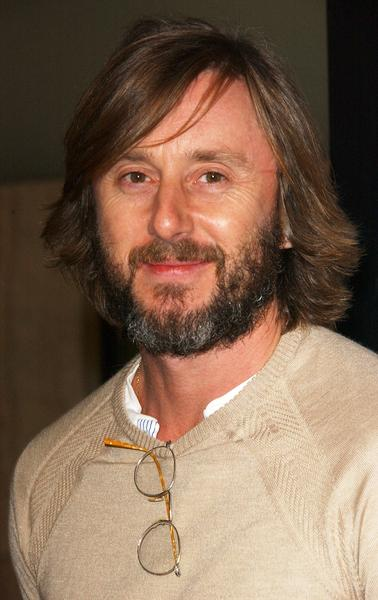
Jake Weber dans le rôle de Brett O'Keefe.
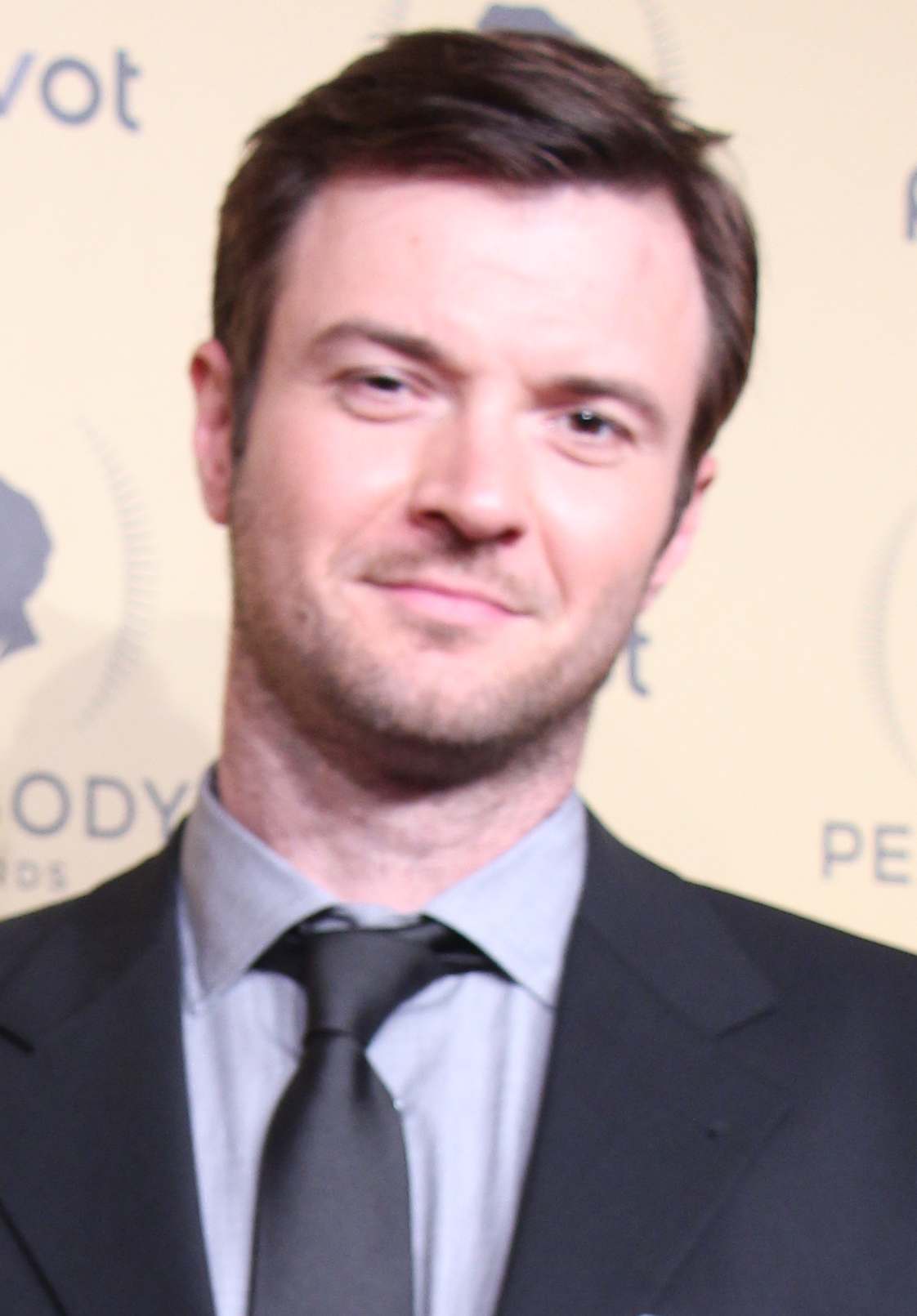
Costa Ronin dans le rôle Yevgeny.
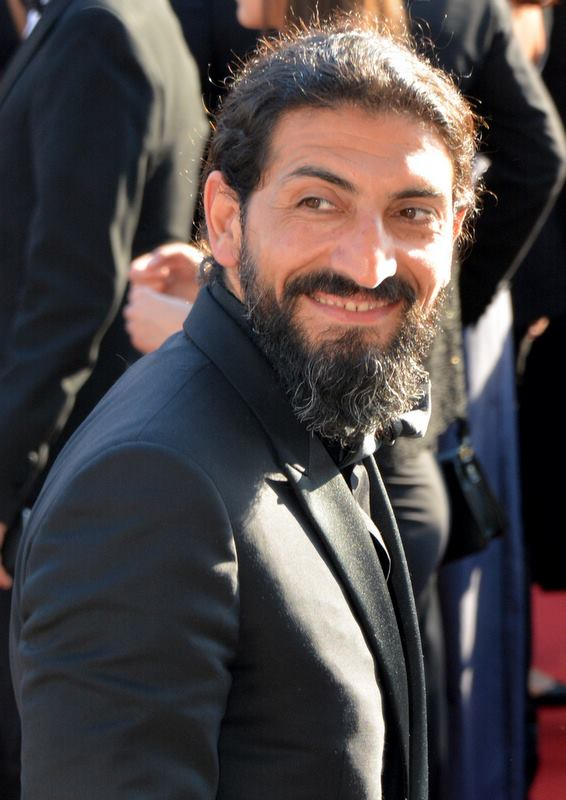
Numan Acar dans le rôle d'Haissam Haqqani.

- Claire Danes (VF : Caroline Victoria) : Carrie Mathison
- Mandy Patinkin (VF : Patrick Floersheim (saisons 1 à 4) puis Michel Papineschi (saisons 5 à 8)) : Saul Berenson
- Damian Lewis (VF : Jean-Pierre Michaël) : Nicholas Brody (régulier saisons 1-3, invité saison 4)
- Linus Roache (VF : Tanguy Goasdoué) : David Wellington (invité saison 6, régulier saisons 7 et 8)
- Morena Baccarin (VF : Laurence Bréheret) : Jessica Brody (saisons 1-3)
- Diego Klattenhoff (VF : Sébastien Desjours) : Mike Faber (régulier saisons 1-2, invité saison 3)
- Jackson Pace (VF : Gwenaël Sommier) : Chris Brody (saisons 1-3)
- Morgan Saylor (VF : Camille Donda) : Dana Brody (saisons 1-3)
- Maury Sterling (VF : Jean-Christophe Clément) : Max Pietrowski (récurrent saisons 1 à 4 et 6, régulier saisons 7 et 8)
- Rupert Friend (VF : Taric Mehani) : Peter Quinn (récurrent saison 2, saisons 3 à 6)
- David Harewood (VF : Daniel Njo Lobé) : David Estes (saisons 1-2)
- Jamey Sheridan (VF : Jean-Bernard Guillard) : William Walden, le vice-président des États-Unis (récurrent saison 1, régulier saison 2)
- David Marciano (VF : Philippe Catoire) : Virgil (récurrent saisons 1 et 3, régulier saison 2)
- Navid Negahban (VF : Omar Yami) : Abu Nazir (récurrent saison 1, régulier saison 2, invité saison 3)
- Sarita Choudhury (VF : Françoise Vallon) : Mira Berenson (récurrente saisons 1-2, 4, régulière saison 3)
- Tracy Letts (VF : Guy Chapellier) : le sénateur Andrew Lockhart (saisons 3 et 4)
- Nazanin Boniadi (VF : Chantal Baroin) : Fara Sherazi (récurrente saison 3, régulière saison 4)
- Laila Robins (VF : Danièle Douet) : Martha Boyd (saison 4)
- Sebastian Koch (VF : Bernard Gabay) : Otto Düring (régulier saison 5, récurrent saison 6)
- Alexander Fehling (VF : Rémi Bichet) : Jonas Hollander (saison 5)
- Miranda Otto (VF : Marie-Frédérique Habert) : Alison Carr (saison 5)
- Sarah Sokolovic (VF : Jessica Monceau) : Laura Sutton (saison 5)
- F. Murray Abraham (VF : Pierre Dourlens puis Patrick Messe saison 7) : Dar Adal (récurrent saisons 2 et 4, régulier saisons 3, 5 et 6, invité saison 7)
- Elizabeth Marvel (VF : Emmanuèle Bondeville) : Elizabeth Keane (saisons 6-7)
- Jake Weber (VF : Pierre Tessier) : Brett O'Keefe (récurrent saison 6, régulier saison 7)
- Costa Ronin (VF : Frédéric Souterelle) : Yevgeny Gromov (récurrent saison 7, régulier saison 8)
- Numan Acar (VF : Michel Dodane) : Haissam Haqqani (récurrent saison 4, régulier saison 8)
- Nimrat Kaur (VF : Stéphanie Hédin) : Tasneem Qureshi (saison 8)

### Acteurs récurrents
- Taylor Kowalski (VF : Alexandre Guansé) : Xander (saison 1)
- Afton C. Williamson (VF : Marie-Christine Robert) : Helen Walker (saison 1)
- Amy Hargreaves (VF : Christèle Billault) : Maggie Mathison
- Marin Ireland (VF : Sophie Arthuys) : Aileen Morgan (saisons 1 et 2)
- Hrach Titizian (en) (VF : Alexandre Gillet) : Danny Galvez
- Linda Purl (VF : Catherine Davenier) : Elizabeth Gaines (saison 1)
- Chris Chalk (VF : Namakan Koné) : Tom Walker (saison 1)
- James Rebhorn (VF : Michel Laroussi) : Frank Mathison (saisons 1-3)
- Marc Menchaca (VF : Frédéric Popovic) : Lauder Wakefield (saison 1)
- Zuleikha Robinson (VF : Barbara Beretta) : Roya Hammad (saison 2)
- Valerie Cruz (VF : Marie Zidi) : le major Joy Mendez (saison 2)
- Timothée Chalamet (VF : Gabriel Bismuth-Bienaimé) : Finn Walden (saison 2)
- Talia Balsam (VF : Annie Le Youdec) : Cynthia Walden (saison 2)
- Allie McCulloch (VF : Anne Mathot) : Betsy Kenny (saison 2)
- Sam Underwood (VF : Simon Koukissa) : Leo Carras (saison 3)
- Jason Butler Harner (VF : Jean-François Lescurat) : Paul Franklin (saison 3)
- Martin Donovan (VF : Guillaume Orsat) : Leland Bennett (saison 3)
- Shaun Toub (VF : Mostéfa Stiti) : Majid Javadi (saison 3)
- William Sadler (VF : Jean-François Vlérick) : Michael Higgins, chef de cabinet de la Maison-Blanche (saison 3)
- Donnie Keshawarz (en) (VF : Fabien Jacquelin) : Hafez « A-Z » Azizi (saison 3)
- Jared Ward (VF : Anatole de Bodinat) : Yousef Turani (saison 3)
- Houshang Touzie (VF : Kader Kada) : Danesh Akbari (saison 3)
- Michael O'Keefe (VF : Pierre Tessier) : John Redmond (saison 4)
- Meren Reddy (VF : Fabien Jacquelin) : Parvez (saison 4)
- Tamer Burjaq (VF : Frédéric Popovic) : Farhad Ghazi (saison 4)
- Suraj Sharma (VF : Pascal Nowak) : Aayan Ibrahim (saison 4)
- Adam Godley (VF : Éric Legrand) : Jordan Harris (saison 4)
- Nina Hoss (VF : Rafaèle Moutier) : Astrid (saisons 5 et 6)
- Micah Hauptman (en) (VF : Thierry Gondet) : Mills (saison 5)
- Atheer Adel (de) (VF : Thibaut Belfodil) : Numan (saison 5)
- Sven Schelker (VF : Benjamin Bollen) : Korzenik (saison 5)
- Mark Ivanir (VF : Serge Faliu) : Ivan Krupin (saison 5)
- Allan Corduner (VF : Olivier Cordina) : Etai Luskin (saison 5)
- Sandrine Holt (VF : Josy Bernard) : Simone Martin (saison 7)
- Dylan Baker (VF : Bernard Lanneau) : le sénateur Sam Paley (saison 7)
- Ellen Adair (de) (VF : Hélène Bizot) : Janet Bayne (saison 7)
- Beau Bridges (VF : José Luccioni) : le vice-président puis président Ralph Warner (saison 7-8)
- Catherine Curtin (VF : Brigitte Guedj) : Sandy (saison 7)
- James D'Arcy (VF : Thomas Roditi) : Anson (saison 7)
- Mackenzie Astin (en) (VF : Damien Boisseau) : Bill Dunn (saison 7)
- Sam Trammell (VF : Alexis Victor) : le vice-président Benjamin Hayes (saison 8)
- Hugh Dancy (VF : Sébastien Desjours) : John Zabel (saison 8)
- Andrea Deck (VF : Julia Bouteville) : Jenna Bragg (saison 8)
- Mohammad Bakri (VF : Omar Yami) : Abdul Qadir G'ulom (saison 8)
- Cliff Chamberlain (VF : Olivier Chauvel) : Mike Dunne (saison 8)

- Version française :
  - Société de doublage : Libra Films[11],[12],[13]
  - Direction artistique : Franck Louis[12],[13]
  - Adaptation des dialogues : Lionel Deschoux, Pascale et Gilles Gatineau[12],[13]

 Source et légende : version française (VF) sur RS Doublage, Doublage Séries Database et AlloDoublage

## Production

### Développement
En 2010, Howard Gordon et Alex Gansa décident de développer la série en s'inspirant de celle créée par Gideon Raff et la proposent à la chaîne. Le 19 septembre 2010, Showtime commande un pilote de la série et le place comme une priorité de production. Howard Gordon, Alex Gansa et Gideon Raff ont écrit le scénario du pilote et Michael Cuesta l'a réalisé. Le 7 avril 2011, à la suite des bonnes appréciations du pilote, Showtime annonce le lancement de la série avec une commande de douze épisodes.
Le 26 octobre 2011, Showtime renouvelle la série pour une deuxième saison.
Le 22 octobre 2012, la série est renouvelée pour une troisième saison de douze épisodes.
Le 22 octobre 2013, la série est renouvelée pour une quatrième saison de douze épisodes.
Le 10 novembre 2014, la série est reconduite pour une cinquième saison de douze épisodes.
Le 9 décembre 2015, la série est reconduite pour une sixième saison diffusée à partir du 15 janvier 2017.
Les saisons 7 et 8 (saison finale) ont été annoncées le 11 aout 2016, la saison 7 a été diffusée à partir du 11 février 2018 sur Showtime, aux États-Unis. La saison 8 a été diffusée à partir du 9 février 2020.

Producteurs exécutifs
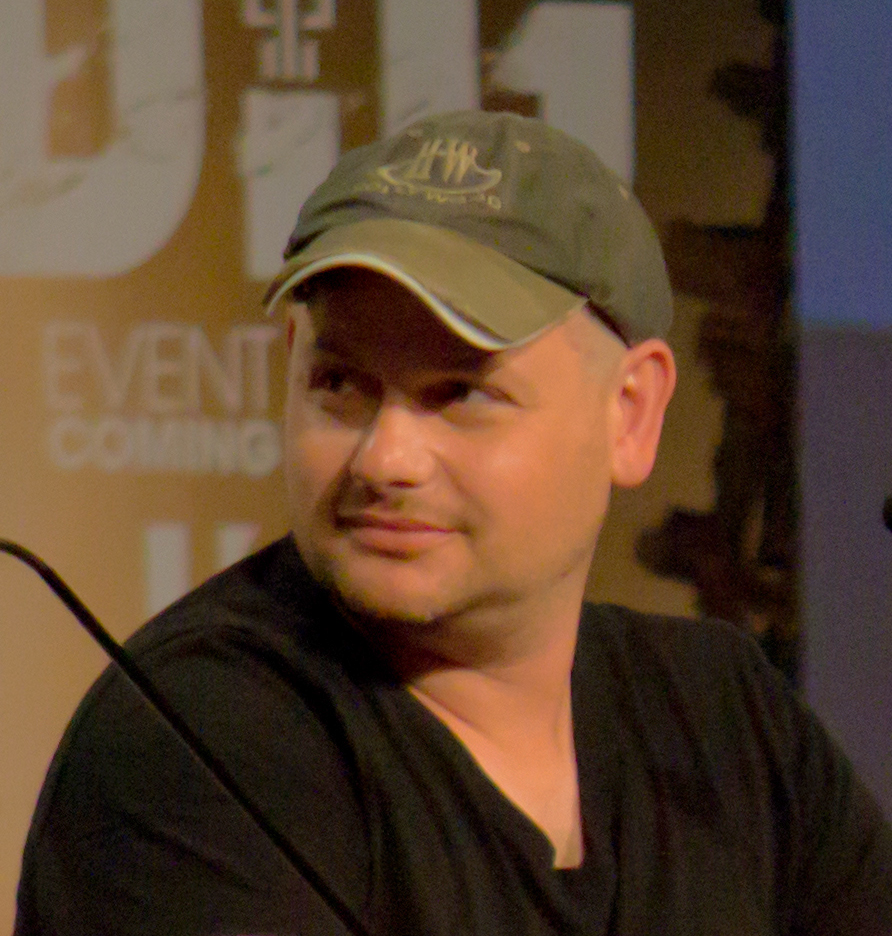
Gideon Raff, le co-scénariste du pilote (et créateur de la série originale, Hatufim).
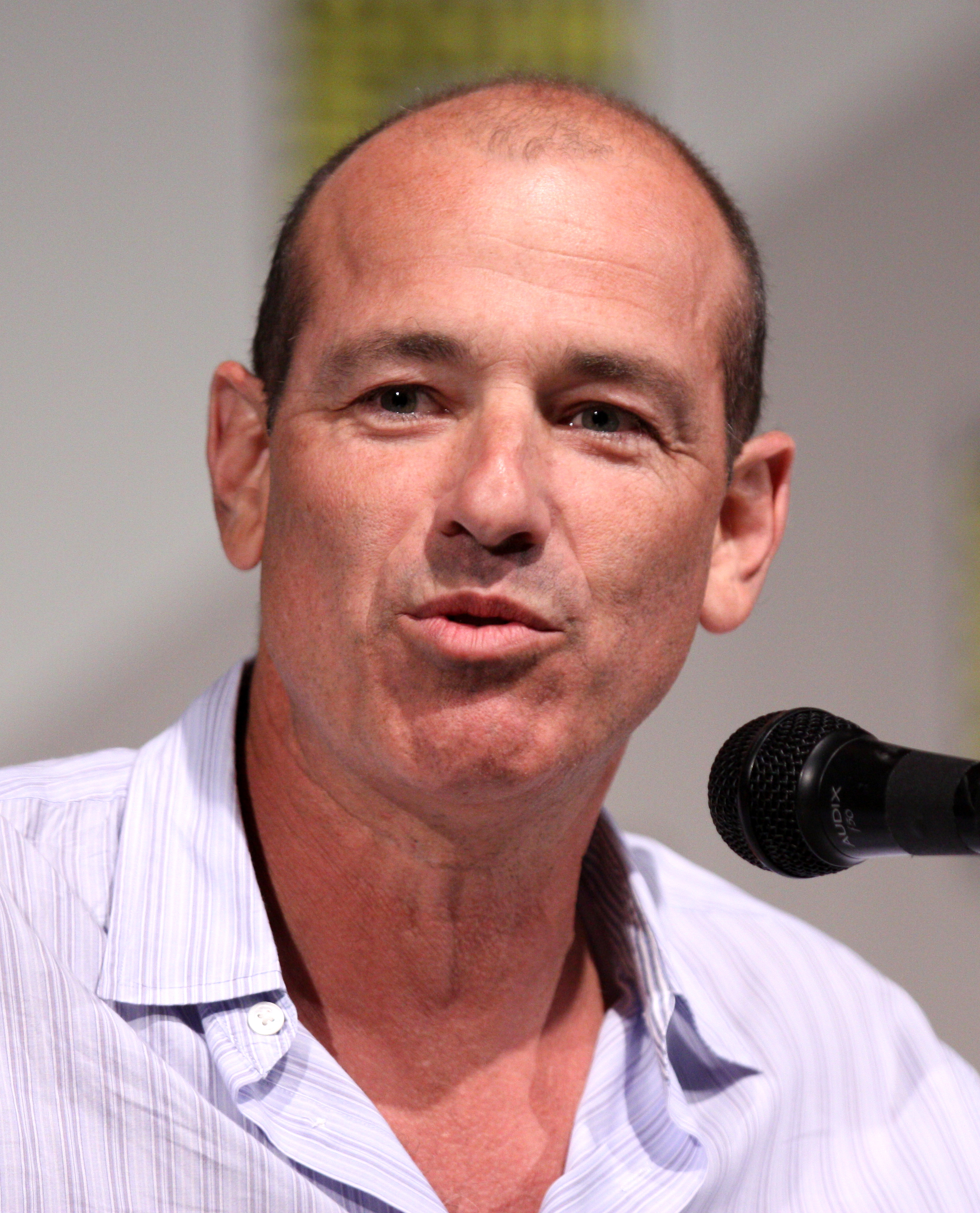
Howard Gordon, co-développeur de la série, et scénariste.
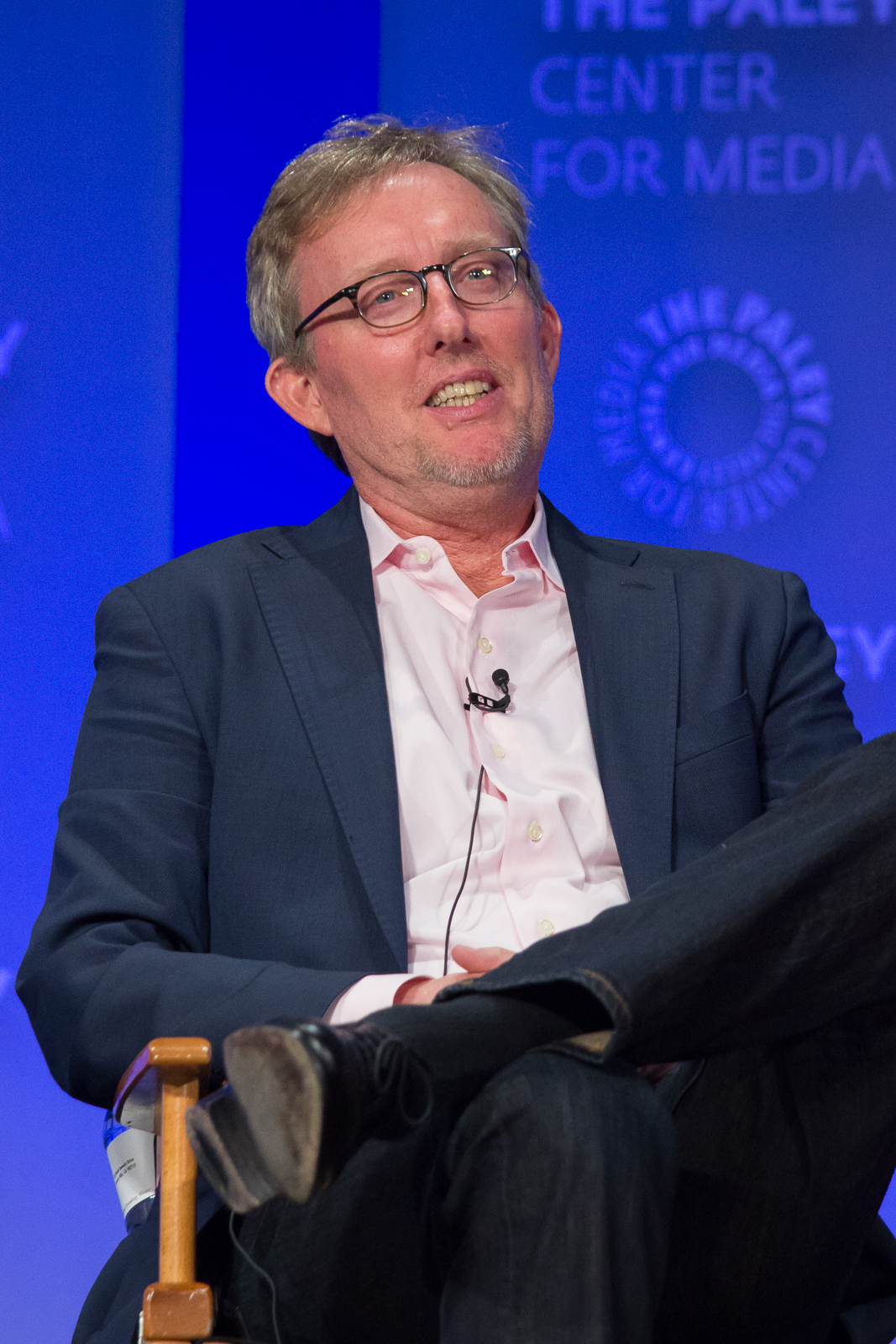
Alex Gansa, co-développeur de la série, showrunner, et scénariste.
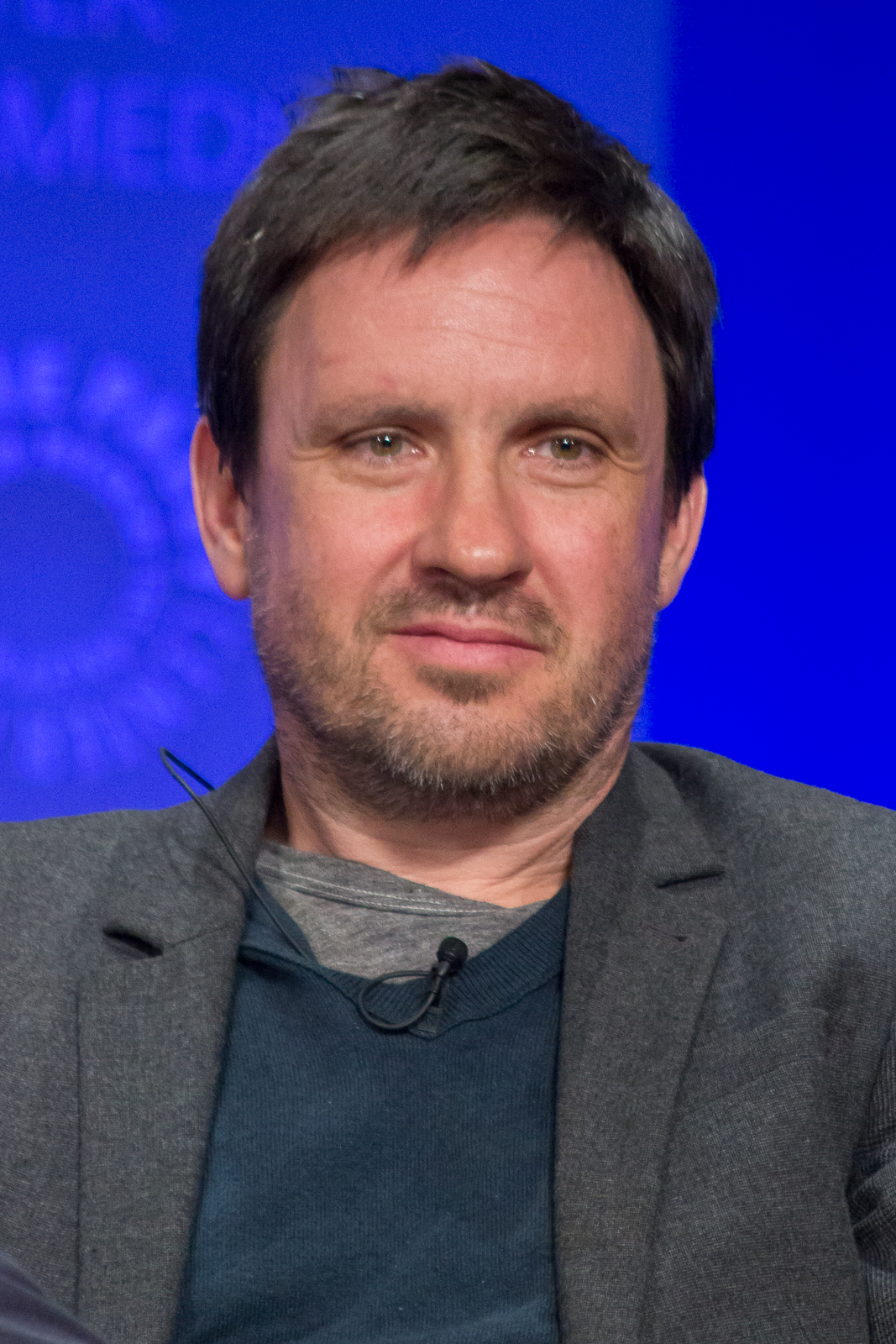
Alexander Cary, scénariste.
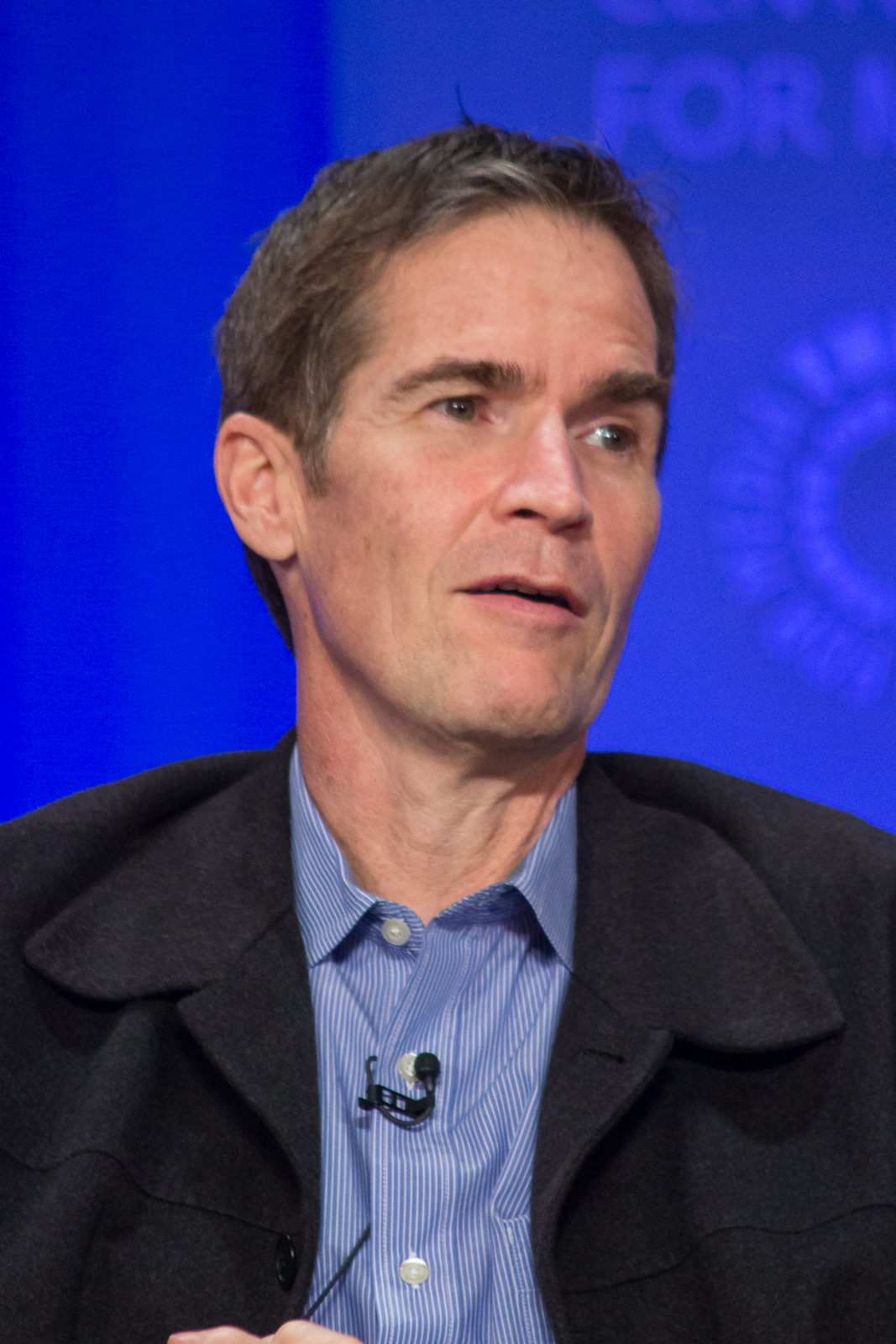
Chip Johannessen, scénariste.
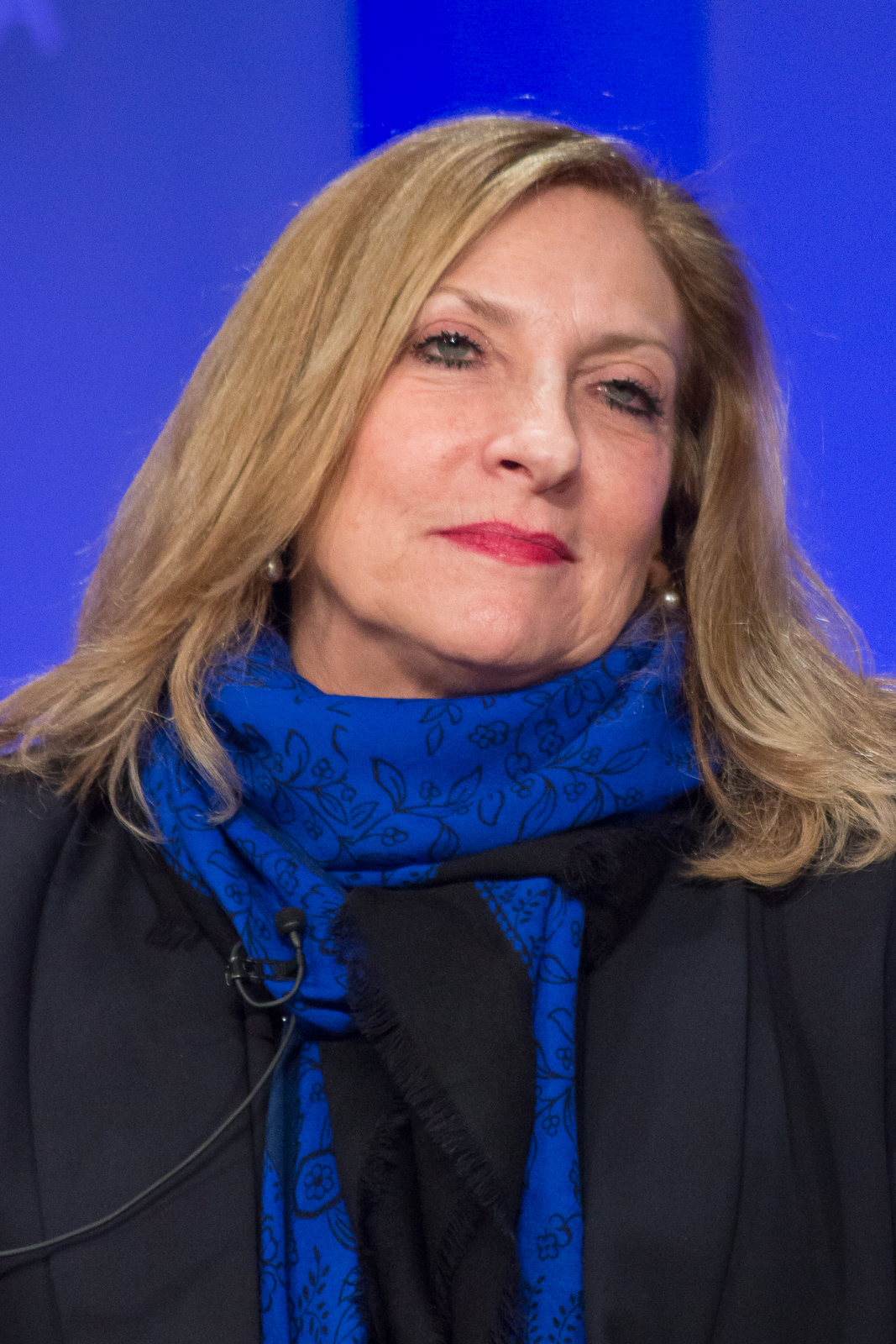
Lesli Linka Glatter, réalisatrice.
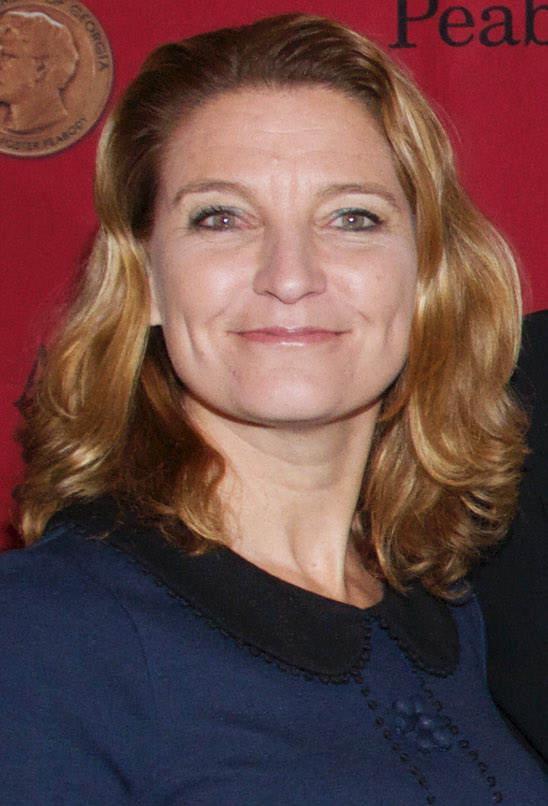
Meredith Stiehm, scénariste.

### Attribution des rôles
En novembre 2010, Claire Danes est la première à intégrer le casting en obtenant le rôle principal féminin.
En décembre 2010, Mandy Patinkin est choisi pour rejoindre la distribution. Plus tard, Damian Lewis obtient l'un des rôles principaux de la série, et David Harewood obtient un rôle secondaire.
Laura Fraser, qui interprétait originellement le rôle de Jessica Brody, la femme de Nicholas dans l'épisode pilote, annonce son départ et est alors remplacée par Morena Baccarin.
Zuleikha Robinson (vue dans Lost : Les Disparus) et F. Murray Abraham obtiennent chacun un rôle récurrent dans la deuxième saison de la série.
Le 22 mai 2013, Showtime révèle la liste d'invités pour la troisième saison : Joanna Merlin (Grandma Lois, mère de Jessica Brody), Nazanin Boniadi (Fara), Amy Morton (Erin Kimball, avocate), Gary Wilmes (Dr Richardson), Sam Underwood (Leo), Tracy Letts (Senator Andrew Lockhart), Lawrence Clayton (en) (Admiral Jim Pennington) et Pedro Pascal (Majority Counsel David Portillo).
En mars 2014, Nazanin Boniadi est promue à la distribution principale pour la quatrième saison. En juin 2014, Corey Stoll et Laila Robins rejoignent le casting, ainsi que Suraj Sharma.
Pour la cinquième saison, Claire Danes, Rupert Friend, F. Murray Abraham et Mandy Patinkin sont entourés des acteurs allemands Sebastian Koch et Alexander Fehling, mais aussi de l'Australienne Miranda Otto et de l'Américaine Sarah Sokolovic dans les autres rôles principaux.

### Tournage
La série est tournée à Charlotte, en Caroline du Nord, aux États-Unis puis en Virginie et à Washington pour les trois premières saisons.
À noter qu'une grande partie de la troisième saison a été tournée au Maroc plutôt qu'en Iran pour des raisons de sécurité dues au conflit en Syrie en 2013. Et une grande partie de la quatrième saison est tournée au Cap en Afrique du Sud.
La saison 5, quant à elle, a été tournée en Allemagne.
La saison 6 a été tournée à New York.
La saison 7 a été tournée en Virginie.
Comme une partie de la saison 3, la huitième saison a été tournée au Maroc.

### Fiche technique
- Titre original et français : Homeland
- Création : Howard Gordon et Alex Gansa, d'après la série télévisée israélienne Hatufim (titre en anglais Kidnapped), créée par Gideon Raff
- Réalisation : Michael Cuesta, Clark Johnson et Jeffrey Nachmanoff
- Scénario : Howard Gordon, Alex Gansa, Gideon Raff, Chip Johannessen, Alexander Cary, Henry Bromell (saisons 1 et 2) et Meredith Stiehm
- Direction artistique : Geoffrey S. Grimsman
- Décors : John D. Kretschmer
- Costumes : Katina Le Kerr et Marina Draghici
- Photographie : Nelson Cragg
- Montage : Jordan Goldman, Terry Kelley et Joe Hobeck
- Musique : Sean Callery
- Casting : Judy Henderson
- Production : Michael Klick ; Katie O'Hara (coproductrice) ; Henry Bromell et Meredith Stiehm (consultant)
  - Production exécutive : Michael Cuesta, Howard Gordon, Alex Gansa, Avi Nir (en), Gideon Raff, Ran Telem ; Chip Johannessen et Alexander Cary (coproducteur exécutif)
- Société de production : Teakwood Lane Productions, Cherry Pie Productions, Keshet Films, Showtime Originals, Fox 21 (S1-4) et Fox 21 Television Studios (S5-8)
- Société de distribution : Showtime (télévision)
- Pays d'origine :  États-Unis
- Langue originale : anglais
- Format : couleur - 1,78:1 - son Dolby Digital
- Budget : 3 millions de dollars par épisode[40]
- Genre : dramatique, thriller psychologique
- Durée : entre 50  et   60 minutes
- Classification :
  - États-Unis : TV-MA[41]
  - France : Déconseillé aux moins de 12 ans[42]

 Sauf indication contraire, les informations mentionnées dans cette section peuvent être confirmées par la base de données cinématographiques IMDb,  présente dans la section « Liens externes ».

### Générique

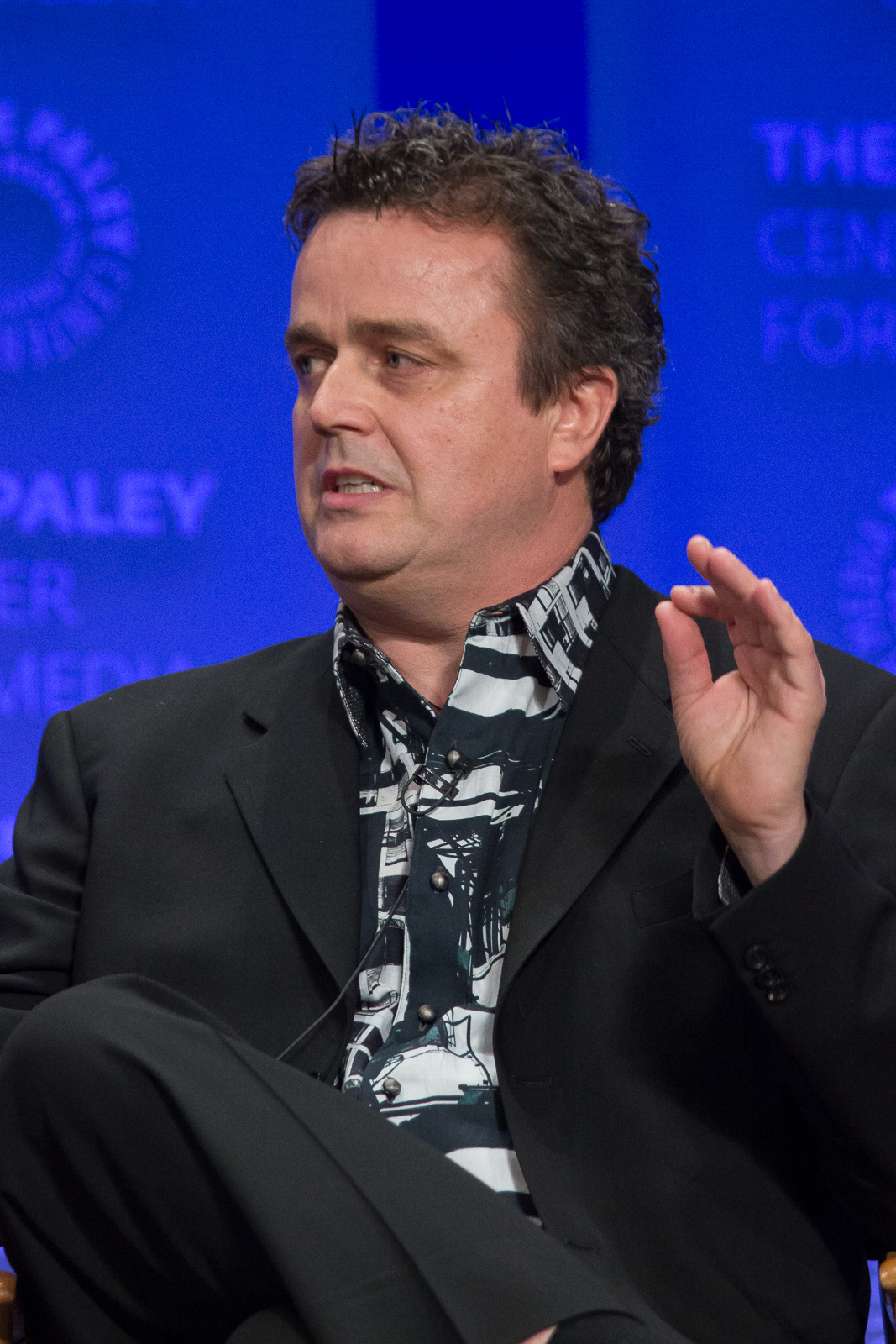
Le compositeur de la série, Sean Callery.

Le générique des trois premières saisons en noir et blanc est composé :
- d'interventions télévisées de quatre présidents des États-Unis : Ronald Reagan, George H. W. Bush, Bill Clinton et Barack Obama de 1980 à 2009 qui retracent les grands moments de la politique étrangère américaine concernant la lutte contre le terrorisme. Seul George W. Bush est absent mais est remplacé par l'intervention du chef d'état-major des armées et secrétaire d'État des États-Unis, Colin Powell, présentant devant le conseil de sécurité en 2003 les prétendues preuves de la possession par l'Irak d'armes de destruction massive ;
- d'images de scènes de panique du 11 septembre 2001 à New York ;
- d'images de Carrie Mathison enfant jusqu'à l'âge adulte, qui est le symbole de cette politique anti-terroriste, traumatisée par le 11 septembre et prête à tout pour qu'un nouvel attentat soit empêché ;
- d'images de Carrie Mathison et du sergent Brody perdus tous deux dans un labyrinthe, deux victimes du 11 septembre[43].

Pour les saisons suivantes, le thème musical reste le même, mais les images et extraits de dialogue utilisés comme illustration sont tirés des épisodes de la saison.

## Épisodes

### Première saison (2011)
La première saison, composée de douze épisodes en version originale et treize en version française, a été diffusée du 2 octobre au 18 décembre 2011 sur Showtime, aux États-Unis.
1. Le Retour (Pilot)
2. Étroite surveillance (Grace)
3. Dans le rang (Clean Skin)
4. Toujours fidèle (Semper fi)
5. Angle mort (Blind Spot)
6. Aveux (The Good Soldier)
7. Le Week-end (The Weekend)
8. Le Talon d’Achille (Achilles Heel)
9. Tirs croisés (Crossfire)
10. L'Appât (Representative Brody)
11. Obsessions (The Vest)
12. Électrochocs, première partie (Marine One [1/2])
13. Électrochocs, deuxième partie (Marine One [2/2])

Note : Le dernier épisode de la première saison, d'une durée exceptionnelle de 90 minutes en version originale, a été diffusé en deux parties lors de sa diffusion francophone,.

### Deuxième saison (2012)
Le 26 octobre 2011, Showtime a renouvelé la série pour une deuxième saison de douze épisodes, diffusée entre le 30 septembre et le 16 décembre 2012 sur Showtime, aux États-Unis.
1. Fin de convalescence (The Smile)
2. Retour sur le terrain (Beirut Is Back)
3. Sale Journée (State of Independence)
4. Nouvelle Collaboration (New Car Smell)
5. Vérités et Mensonges (Q&A)
6. Exécution sur mesure (A Gettysburg Address)
7. Une partie de campagne (The Clearing)
8. Double Jeu (I'll Fly Away)
9. Agent double (Two Hats)
10. En plein cœur (Broken Hearts)
11. La Traque (In Memoriam)
12. Le Choix (The Choice)

### Troisième saison (2013)
Le 22 octobre 2012, la série a été reconduite pour une troisième saison de douze épisodes. Le tournage a débuté au printemps 2013 pour une diffusion à partir du 29 septembre 2013.
1. En ligne de mire (Tin Man Is Down)
2. Haute Trahison (Uh… Oo… Aw…)
3. La Tour de David (Tower of David)
4. Les dés sont lancés (Game On)
5. Double Jeu (The Yoga Play)
6. Ça passe ou ça casse (Still Positive)
7. Passe d’armes (Gerontion)
8. En quête de réponses (A Red Wheelbarrow)
9. Pour l'honneur (One Last Thing)
10. Demande d'asile (Good Night)
11. Opération Téhéran (Big Man in Tehran)
12. Héros malgré lui (The Star)

### Quatrième saison (2014)
Le 22 octobre 2013, la série a été reconduite pour une quatrième saison de douze épisodes. Le tournage a commencé mi-juin en Afrique du Sud au Cap. Elle est diffusée à partir du 5 octobre 2014 avec un épisode double durée.
1. Dommages collatéraux (The Drone Queen)
2. Instinct maternel (Trylon and Perisphere)
3. Frictions (Shalwar Kameez)
4. Rapprochements (Iron in the Fire)
5. Recrutement (About a Boy)
6. L'Appât (From A to B and Back Again)
7. Provocations (Redux)
8. Déséquilibres et Pouvoir (Halfway to a Donut)
9. L'Échange (There's Something Else Going On)
10. Assaut meurtrier (13 Hours in Islamabad)
11. Loup solitaire (Krieg Nicht Lieb)
12. Retour aux sources (Long Time Coming)

### Cinquième saison (2015)
Le 10 novembre 2014, la série a été reconduite pour une cinquième saison de douze épisodes,. Le tournage a commencé le 2 juin 2015 à Berlin en Allemagne. Elle est diffusée à partir du 4 octobre 2015. David Nevins, le président de la chaîne, a annoncé que la saison cinq se passera deux ans et demi après la quatrième saison.
1. Exil (Separation Anxiety)
2. Hospitalité monnayée (The Tradition of Hospitality)
3. Esprit éclairé (Super Powers)
4. Infiltration (Why Is This Night Different?)
5. Trahison (Better Call Saul)
6. Entre chien et loup (Parabiosis)
7. Un revenant (Oriole)
8. Souvenirs de Bagdad (All About Allison)
9. Surveillance rapprochée (The Litvinov Ruse)
10. Nouvelle donne (New Normal)
11. État d'urgence (Our Man in Damascus)
12. Fausse Lueur (A False Glimmer)

### Sixième saison (2017)
Le 9 décembre 2015, la série est reconduite pour une sixième saison, diffusée à partir du 15 janvier 2017. Avant sa diffusion télévisée, la chaîne Showtime met en ligne le premier épisode à disposition de ses abonnés.
1. Un coupable idéal (Fair Game)
2. Douloureux passé (The Man in the Basement)
3. Jeux d'alliances (The Covenant)
4. Convictions profondes (A Flash of Light)
5. État d'urgence (Casus Belli)
6. Réseaux parallèles (The Return)
7. Conflit d'intérêts (Imminent Risk)
8. Confrontation (Alt.Truth)
9. Faux-nez (Sock Puppets)
10. Lutte intérieure (The Flag House)
11. Avis de tempête (R is for Romeo)
12. Le Grand Nettoyage (America First)

### Septième saison (2018)
Elle est diffusée à partir du 11 février 2018.
1. Mission clandestine (Enemy of the State)
2. La Résistance (Rebel Rebel)
3. Traitement de choc (Standoff)
4. Visions troubles (Like Bad at Things)
5. Mesures actives (Active Measures)
6. La Mutation (Species Jump)
7. Andante (Andante)
8. Signature russe (Lies, Amplifiers, F**king Twitter)
9. Utile idiot (Useful Idiot)
10. Une évidence (Clarity)
11. L'Échange (All In)
12. Sacrifice (Paean to the People)

### Huitième saison (2020)
Cette huitième et dernière saison, initialement prévue pour juin 2019 est reportée au 9 février 2020.
1. Tromperie détectée (Deception Indicated)
2. Donnant donnant (Catch and Release)
3. Faux amis (False Friends)
4. Journée mémorable (Chalk One Up)
5. Étape déterminante (Chalk Two Down)
6. Deux minutes décisives (Two Minutes)
7. Pour la paix (Fucker Shot Me)
8. Ode funèbre (Threnody(s))
9. En plein vol (In Full Flight)
10. Mission suicide (Designated Driver)
11. Le professeur d'anglais (The English Teacher)
12. Prisonniers de guerre (Prisoners of War)

## Univers de la série

### Personnages

#### Carrie Mathison
Agent de la CIA, elle souffre, comme son père, de troubles bipolaires qu'elle contient grâce aux médicaments que lui fournit sa sœur. Avant la libération du sergent Brody par les forces américaines, un proche du terroriste Abu Nazir lui apprend, avant de mourir, qu'un prisonnier de guerre américain s'est converti à leur cause et qu'un nouvel attentat se prépare sur le sol américain. Carrie, traumatisée par les Attentats du 11 septembre 2001 dont elle demeure persuadée qu'elle aurait pu les empêcher, soupçonne le sergent Brody d'être un agent de liaison d'Abu Nazir et le met sous surveillance contre l'avis de ses supérieurs.

#### Peter Quinn
Agent de terrain expérimenté de la CIA.

#### Sergent Nicholas Brody
Sergent des Marines, il a été un prisonnier de guerre d'Al-Qaïda de 2003 à 2011. Il est marié et a deux enfants : Dana, 16 ans et Chris, 12 ans. Il revit à travers des flashbacks les conditions de sa détention : tortures, humiliations, mort de son coéquipier. Pendant sa détention, il s'est converti à l'islam. Il souffre de graves troubles post-traumatiques et porte de nombreuses cicatrices.

#### Saul Berenson
Ancien agent haut placé de la CIA, il est le mentor de Carrie dont il est très proche. Il était le supérieur de David Estes, avant que ce dernier ne soit promu par le vice-président Walden.

#### David Estes
Directeur-adjoint de la CIA. Supérieur de Saul Berenson et de Carrie Mathison, il coordonne la plupart des opérations.

#### Jessica Brody
Épouse du sergent Nicholas Brody ; croyant son mari décédé, elle s'est rapprochée du capitaine Mike Faber, meilleur ami et compagnon d'armes de son mari. Ils ont eu une liaison. Elle envisage de refaire sa vie avec lui avant que Brody ne soit ramené chez lui.

#### Capitaine Mike Faber
Capitaine des Marines, c'est un ami du sergent Brody et l'amant de sa femme.

#### Abu Nazir
Après la mort d'Oussama ben Laden en mai 2011, il prend une place importante dans la hiérarchie d'Al-Qaïda. Il est activement recherché par la CIA qui le soupçonne de préparer un nouvel attentat sur le territoire américain. Son fils Aïssa a été abattu au nord de l'Irak par une frappe de drone américaine, en présence de Nicholas.

## Accueil

### Audiences

#### Aux États-Unis
Diffusé le 2 octobre 2011, l'épisode pilote de la série a rassemblé 1,08 million de téléspectateurs, ce qui constitue une audience plus que moyenne pour Showtime, mais plus les semaines passent, et plus la série est regardée. Le dernier épisode de la première saison, d'une durée exceptionnelle de 90 minutes (soit 84 minutes d'épisode effectif) a été suivi par 1,7 million de téléspectateurs, soit une hausse de 400 000 téléspectateurs par rapport à l'épisode précédent.
Après de longs mois de promotion de la part de Showtime, notamment grâce au succès critique de la série, le 30 septembre 2012, le premier épisode de la deuxième saison rassemble 1,73 million de téléspectateurs, un record pour une nouvelle série sur la chaîne. Homeland est donc, à ce moment, la deuxième série la plus populaire de la chaîne, tout juste derrière Dexter. Tout comme pour la première saison, plus les semaines passent, et plus la série convainc de téléspectateurs. Ainsi, le cinquième épisode de la saison réalise un nouveau record d'audience en franchissant la barre des 2 millions de téléspectateurs.

#### Dans les pays francophones
En France, la série a réuni 1,3 million des abonnés de Canal+ lors de la diffusion des trois premiers épisodes, ce qui constitue pour la chaîne l'un de ses trois meilleurs lancements.
Atteignant 1,4 million des abonnés lors de la diffusion du dernier épisode de la première saison, la série réalise la meilleure part d’audience des séries américaines diffusées en exclusivité sur Canal+ devant Desperate Housewives et Terra Nova.

### Réception critique
La presse française salue la force de l'intrigue, la complexité des personnages et l'interprétation des acteurs,. Barack Obama a déclaré que Homeland était sa série favorite et l'acteur Damian Lewis, qui joue le rôle principal, a été invité à la Maison-Blanche. La série a été à l'origine favorablement accueillie comme un « antidote » à 24 Heures chrono. Arrêt sur images salue dans une émission le parallèle pris par la série entre les événements post 11 septembre puis, à partir de la saison 5, les attentats en Europe revendiqués par Daech.

#### Représentation du monde arabe
La série est souvent critiquée pour sa présumée « propagande islamophobe »,. Dans The Progressive (en), Meher Amad note qu'en dépit de l'intention affichée des auteurs d'inciter le spectateur à distinguer la religion du terrorisme, la série présente une vision biaisée des musulmans. Dans une chronique publiée par Al Jazeera, Joseph Massad considère la série comme représentative de « fantasmes américains sur la race et le sexe »,. Dans un article publié par le Guardian, Peter Beaumont (en) trouve la représentation des Arabes et des musulmans « non seulement grossière et enfantine mais offensante ». Dans une chronique publiée sur le site « Le cinéma est politique », l'auteure A.D. propose « d'analyser la fabrication des camps dans la série : celui d’une humanité incarnée par les États-Unis et Israël, obligée de se défendre contre la « sous-humanité » d’un camp musulman arabo-perse incarnée par l’Iran, la Palestine, l’Irak, le Pakistan ». Et la manière dont cette perspective habite et sous-tend les représentations de leur usage de la violence. En revanche, dans un article du Guardian, Yair Rosenberg considère que la série est plutôt mal informée qu'islamophobe.
De nombreuses erreurs factuelles entachent néanmoins le réalisme de la série. Ainsi, dans la saison 2, la coopération entre Al-Qaïda, groupe extrémiste sunnite, et le Hezbollah, groupe islamo-nationaliste chiite, est absolument fausse. Les deux mouvements n'ont ni le même statut, ni les mêmes objectifs, ni le même mode opératoire. Par ailleurs, la rue Hamra à Beyrouth, qui sert de théâtre d'opération au second épisode de la saison et qui est soi-disant une zone contrôlée par le Hezbollah, est en réalité une grande rue commerciale en plein cœur de la ville, pourvue de magasins de luxe, d'hôtels et de cafés branchés où sortent les jeunes le soir. D'autre part, le gouvernement libanais avait envisagé une action judiciaire contre les producteurs de la série à propos de ce qu'il estimait être une représentation fallacieuse du terrorisme à Beyrouth,.
La diffusion de la quatrième saison suscite des critiques de même nature. Dans un article publié par The Washington Post, Laura Durkey considère Homeland comme « la plus fanatique des séries télévisées », dont « la structure est construite sur le mélange de toutes les expressions politiques de l'islam, des Arabes, des musulmans et du Moyen-Orient en général en une sorte de menace terroriste globale, de monstre à la Frankenstein qui n'existe tout simplement pas »,. Dans un article publié par The New York Times, Bina Shah critique les exagérations et les inexactitudes de la représentation du Pakistan dans la série,.

#### Graffitis détournés
Des photographies de graffitis prises dans des camps de réfugiés sont montrées à une équipe de trois décorateurs, Heba Amin, Caram Kapp et Stone, chargés d'en appliquer sur les murs. Ils sont généralement pro-Bachar el-Assad, ce qui semble naturel dans des camps de réfugiés,,. Il est cependant demandé aux artistes de répondre à trois contraintes : être apolitiques ; les images ne doivent pas être copiées pour des raisons de copyright; ils doivent contenir le message « Mohamed est le plus grand »;
Les artistes responsables de ces graffitis ont profité de l'ignorance de l'équipe de tournage dans cette écriture et langue pour transformer les graffitis en « Homeland est raciste », « Homeland n’est pas une série » et « Homeland est une blague, et elle ne nous fait pas rire ».

#### Réflexion sur la guerre menée contre le terrorisme
La série donne des éléments qui permettent une réflexion critique sur la guerre menée contre le terrorisme. Le scénario inclut notamment une séquence sur les résultats d'une attaque par un drone américain qui a tué des enfants arabes, dont Aïssa, le fils du chef terroriste Abu Nazir. Face à cette barbarie, Abu Nazir pose la question : « Qui sont les terroristes ? ».
Les Américains ayant pris la décision de cette attaque en toute connaissance des risques qu'ils faisaient encourir à la population civile, cette tuerie peut être perçue comme criminelle, mais aussi contre-productive, puisqu'elle entraîne un désir de vengeance, donc renforce le terrorisme,,.

### Distinctions

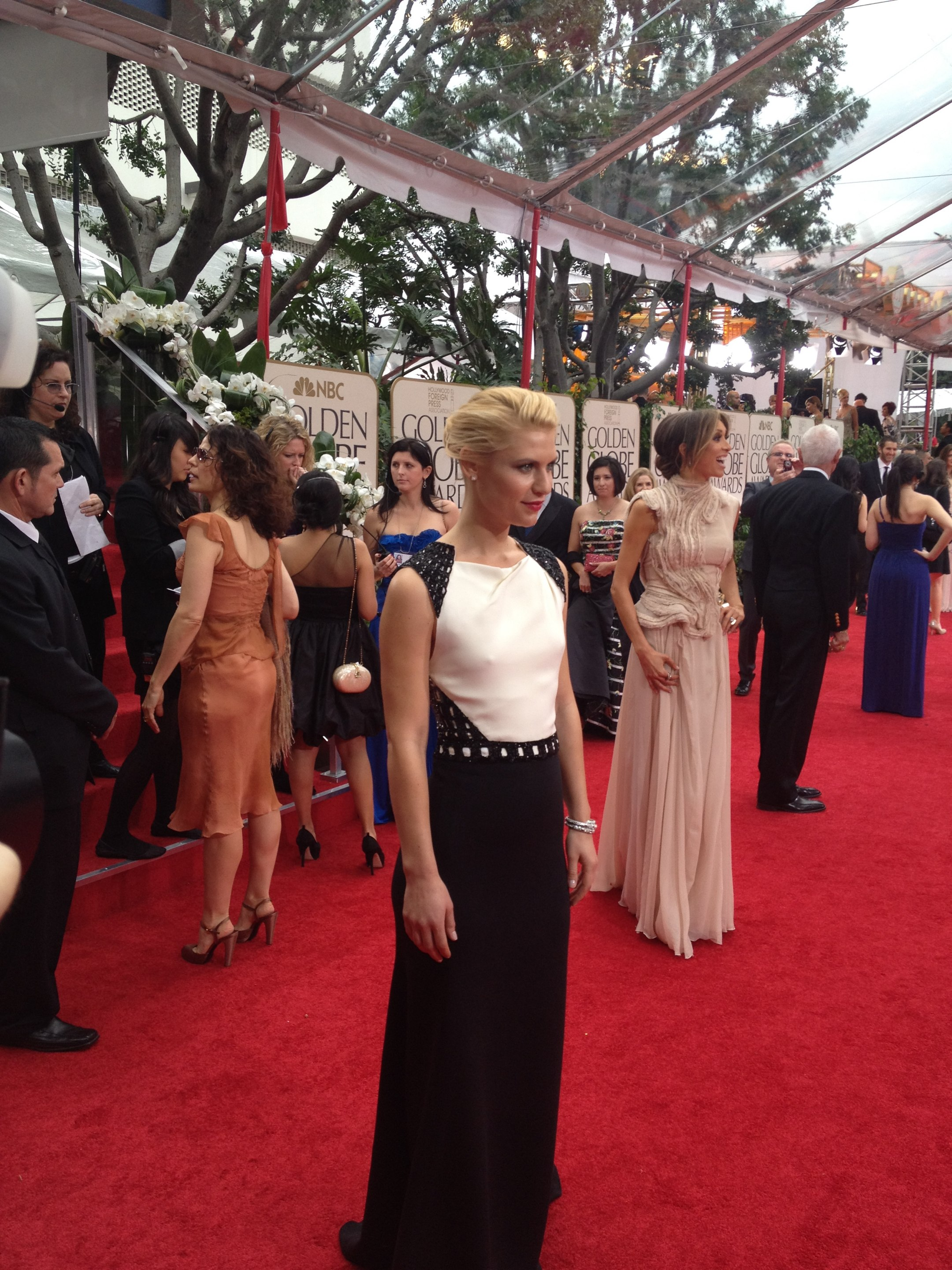
L'actrice principale Claire Danes a reçu quatre nominations au trophée de la meilleure actrice dramatique (2011, 2012, 2013 et 2015) et l'a emporté pour sa performance dans les deux premières saisons.

#### Récompenses
- 2011
  - American Film Institute Awards
    - Classement des dix meilleures séries télévisées diffusées

  - Writers Guild of America
    - Meilleure nouvelle série
    - Meilleur épisode : épisode 6 Aveux

  - 16e cérémonie des Satellite Awards
    - Meilleure actrice dans une série dramatique pour Claire Danes
- 2012
  - 69e cérémonie des Golden Globes
    - Golden Globe de la meilleure série télévisée dramatique
    - Golden Globe de la meilleure actrice dans une série télévisée dramatique pour Claire Danes

  - 64e cérémonie des Primetime Emmy Awards
    - Primetime Emmy Awards de la meilleure série télévisée dramatique
    - Primetime Emmy Awards du meilleur scénario pour une série télévisée dramatique pour Alex Gansa, Howard Gordon et Gideon Raff
    - Primetime Emmy Awards de la meilleure actrice dans une série télévisée dramatique pour Claire Danes
    - Primetime Emmy Awards du meilleur acteur dans une série télévisée dramatique pour Damian Lewis

  - 2e cérémonie des Critics' Choice Television Awards
    - Meilleure série dramatique
    - Meilleure actrice dans une série dramatique pour Claire Danes

  - 5e cérémonie des Crime Thriller Awards
    - Meilleure actrice pour Claire Danes

  - 17e cérémonie des Satellite Awards
    - Meilleure série dramatique
    - Meilleure actrice dans une série dramatique pour Claire Danes
    - Meilleur acteur dans une série dramatique pour Damian Lewis

  - 59e cérémonie des Motion Picture Sound Editors Awards
    - Meilleur montage son pour les dialogues

  - 28e cérémonie des Casting Society of America Awards
    - Meilleur casting pour un pilote de série dramatique
    - Meilleur casting pour une série télévisée dramatique
- 2013
  - 70e cérémonie des Golden Globes
    - Golden Globe de la meilleure série télévisée dramatique
    - Golden Globe du meilleur acteur dans une série télévisée dramatique pour Damian Lewis
    - Golden Globe de la meilleure actrice dans une série télévisée dramatique pour Claire Danes

  - 24e cérémonie des Producers Guild of America Awards
    - Meilleur producteur pour une série télévisée dramatique pour Henry Bromell, Alexander Cary, Michael Cuesta, Alex Gansa, Howard Gordon, Chip Johannessen, Michael Klick et Meredith Stiehm

  - 19e cérémonie des Screen Actors Guild Awards
    - Meilleure actrice dans une série dramatique pour Claire Danes

  - 65e cérémonie des Primetime Emmy Awards
    - Primetime Emmy Award de la meilleure actrice dans une série télévisée dramatique pour Claire Danes
    - Primetime Emmy Award du meilleur scénario pour une série télévisée dramatique pour Henry Bromell et l'épisode Q&A

  - 29e cérémonie des Casting Society of America Awards
    - Meilleur casting pour une série télévisée dramatique
- 2014
  - 40e cérémonie des People's Choice Awards
    - Série dramatique du câble préférée

  - 64e cérémonie des American Cinema Editors Awards
    - Meilleur montage d'une série de télévision de 60 minutes sur le réseau câblé (Épisode : Big Man in Tehran)

#### Nominations
- 2011
  - Writers Guild of America Awards
    - Meilleur scénario pour une série dramatique
    - Meilleur scénario pour une nouvelle série
    - Meilleur scénario pour un épisode dramatique

  - 69e cérémonie des Golden Globes
    - Golden Globe du meilleur acteur dans une série télévisée dramatique pour Damian Lewis
- 2012
  - 64e cérémonie des Primetime Emmy Awards
    - Primetime Emmy Award de la meilleure réalisation pour une série télévisée dramatique pour Michael Cuesta

  - 2e cérémonie des Critics' Choice Television Awards
    - Meilleur acteur dans une série dramatique pour Damian Lewis
- 2013 :
  - 70e cérémonie des Golden Globes
    - Golden Globe du meilleur acteur dans un second rôle dans une série, une mini-série ou un téléfilm pour Mandy Patinkin

  - 19e cérémonie des Screen Actors Guild Awards
    - Meilleur acteur dans une série dramatique pour Damian Lewis
    - Meilleure distribution pour une série dramatique

  - 65e Directors Guild of America Awards
    - Meilleur réalisateur de série télévisée dramatique pour Michael Cuesta et Lesli Linka Glatter

  - 65e cérémonie des Primetime Emmy Awards
    - Primetime Emmy Award de la meilleure réalisation pour une série télévisée dramatique
    - Primetime Emmy Award du meilleur acteur dans une série télévisée dramatique pour Damian Lewis
    - Primetime Emmy Award du meilleur acteur dans un second rôle dans une série télévisée dramatique pour Mandy Patinkin
    - Primetime Emmy Award de la meilleure actrice dans un second rôle dans une série télévisée dramatique pour Morena Baccarin
    - Primetime Emmy Award du meilleur acteur invité dans une série télévisée dramatique pour Rupert Friend
    - Primetime Emmy Award de la meilleure réalisation pour une série télévisée dramatique pour Michael Cuesta pour Lesli Linka Glatter et l'épisode Q&A

  - British Academy Television Awards 2013
    - Meilleure série internationale
    - Radio Times Audience Award

## Produits dérivés

### Romans
Un premier roman, intitulé Homeland: Carrie's Run et écrit par Andrew Kaplan (en), est paru aux États-Unis en 2013. Il a été traduit en français par Marc Saint-Upéry pour les Éditions du Seuil sous le titre Homeland : La Traque. Il se déroule en 2006, soit six ans avant le début de la série, et raconte une enquête de Carrie à Beyrouth.
En 2014, Andrew Kaplan écrit un deuxième roman, intitulé Homeland: Saul's Game. Il raconte la traque d'Abu Nazir en Syrie, en 2009.